# (2547) Hubei
(2547) Hubei (1964 TC2) – planetoida z pasa głównego asteroid okrążająca Słońce w ciągu 3,69 lat w średniej odległości 2,38 j.a. Odkryta 9 października 1964 roku.